# Cinasa janus
Les cinases Janus (JAK, pel seu nom en anglès) formen una família de tirosina-cinases intracel·lulars. Aquestes proteïnes exerceixen un paper clau en la transducció de senyals associades a citocines i es classifiquen amb el nombre EC 2.7.10.2. Associades als dominis citoplasmàtics dels receptors de citocines, participen en algunes vies de senyalització cel·lular.
El nom "Janus" es deu a una analogia entre el déu romà Janus i una característica estructural clau d'aquestes proteïnes. Les Janus cinases (JAK) tenen dos dominis que transfereixen fosfat, però que realitzen funcions oposades:
1. Un domini amb activitat tirosina-cinasa.
2. Un altre domini que regula negativament l'activitat cinasa del primer domini.

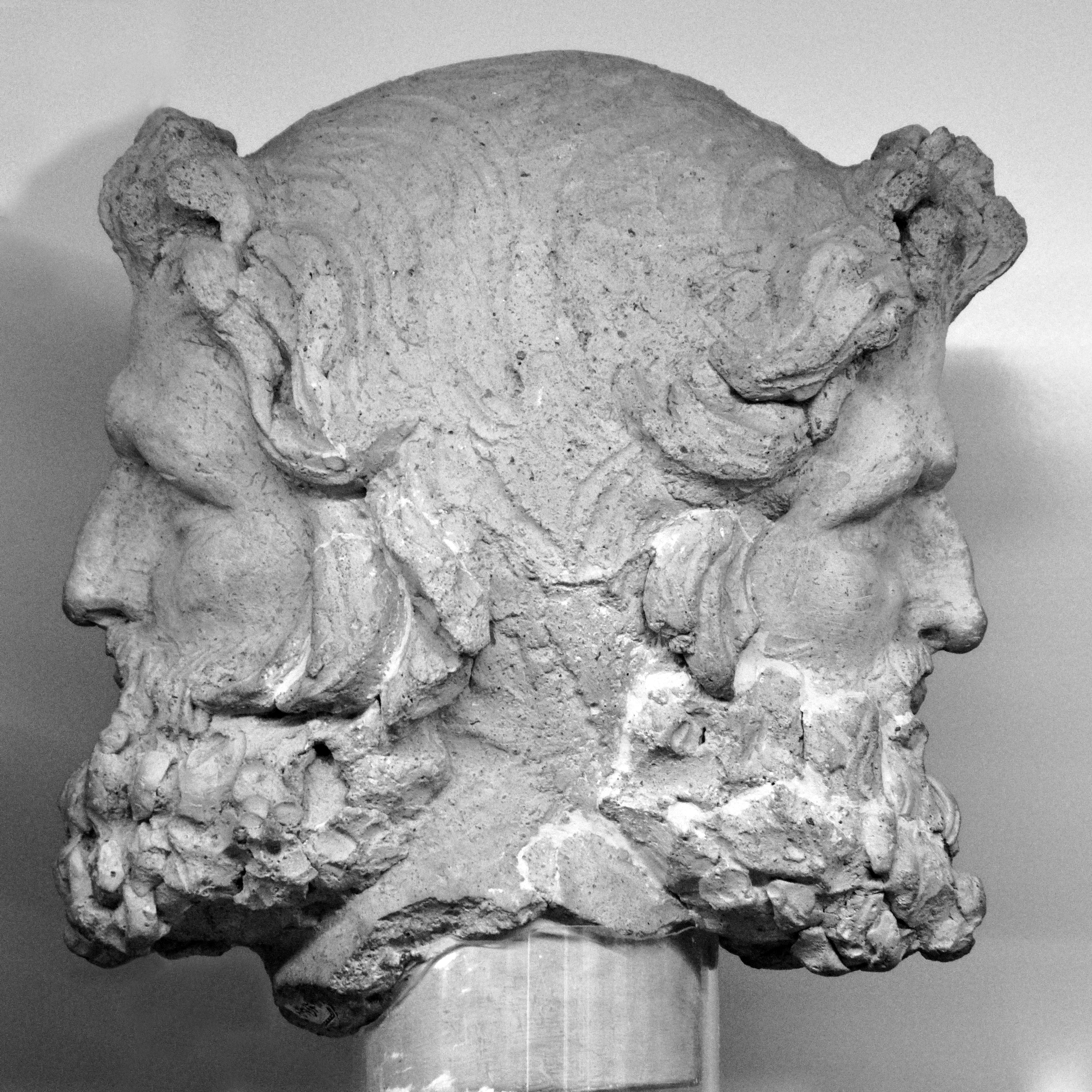
Déu Janus de la mitologia romana

Aquesta dualitat es va relacionar amb les dues cares del déu Janus, que sovint és representat amb dos rostres mirant en direccions oposades.
Inicialment, quan es va clonar la primera JAK el 1990, no se'n coneixia del cert la funció específica. De fet, circulava una broma que suggeria que JAK significava "Just Another Kinase" (Només una altra cinasa). Tanmateix, aquesta percepció va canviar ràpidament quan es va descobrir la verdadera importància d'aquesta família de proteïnes en la senyalització cel·lular.
Les Janus cinases són essencials en la regulació de diversos processos cel·lulars, com la proliferació, diferenciació i supervivència cel·lular. La via de senyalització JAK/STAT es veu implicada en la transmissió de la resposta del sistema immune, la modulació de l'hematopoesi, els processos inflamatoris i el creixement cel·lular.
Aquestes proteïnes s'activen mitjançant la dimerització dels receptors de citocines als quals estan associades. Aquest procés provoca una fosforilació creuada entre les JAK, que alhora fosforilen altres substrats, principalment les proteïnes STAT (transductors de senyals i activadors de la transcripció). Les STAT fosforilades dimeritzen i es transloquen al nucli, on regulen l'expressió gènica.

## Família de les proteïnes
Els quatre membres de la família JAK són:
- Janus quinasa 1 (JAK1): és una proteïna tirosina-cinasa destacada per la senyalització de citosines I i II; i la transmissió de senyals mitjançant receptors de citocines; especialment interleucines (IL) i interferons (IFN), que són imprescindibles per a la comunicació entre cèl·lules del sistema immune. La JAK1 juga un paper molt important en les respostes immunitàries i en el creixement cel·lular. Una sèrie d’estudis[4] conclouen que la JAK1 pot ser letal poc després del naixement en els animals, i que aquesta té la capacitat de promoure l’expansió de les cèl·lules canceroses a altres teixits, provocant metàstasi.

- Janus quinasa 2 (JAK2): és una tirosina-cinasa  no receptora que intervé en la senyalització de vies, que són activades per receptors de citosines; com és el cas dels receptors de tipus II, de GM-CSF (Granulocyte macrophage colony-stimulating factor receptor), gp130 entre d'altres. El que diferència aquesta proteïna de la resta, és la manca de dominis SH2/SH3, i el fet de tenir set dominis d’homologia JAK, des del JH1 fins al JH7. Estudis[5][6] mostren que la manca de JAK 2, impossibilita una eritropoesi adequada, fent no viables els embrions afectats.
- Janus quinasa 3 (JAK3): és una tirosina-cinasa clau per a la senyalització de receptors de tipus I amb cadena gamma comuna, específicament en cèl·lules immunes. Té una gran importància en processos com la transició epitelial-mesenquimal, la supervivència, el creixement i la diferenciació cel·lular. La manca d’aquesta proteïna pot causar immunodeficiència combinada greu (SCID), mentre que la seva activació mitjançant mutacions està relacionada amb el desenvolupament de càncers hematològics i epitelials. Estudis[7][8] investiguen la influència que pot tenir JAK3 en la reparació de teixits gastrointestinals, la malaltia inflamatòria intestinal, l'obesitat i alguns càncers epitelials.
- Tirosina-Proteïna Quinasa 2 (TYK2): és un enzim no receptor de tirosina-cinasa codificat pel gen TYK2 en humans participant en la senyalització de citocines, com l l'interferó tipus I (IFN-α), la interleucina 6 (IL-6), la interleucina 10 (IL-10) i la interleucina 12 (IL-12). En una sèrie d’estudis amb ratolins,[9][10] es va poder observar que aquests individus sense expressió de TYK2 tenen una manca a la resposta immune innata a causa de la infuncionalitat de les Natural Killers (cèl·lules assassines naturals).

## Funcions

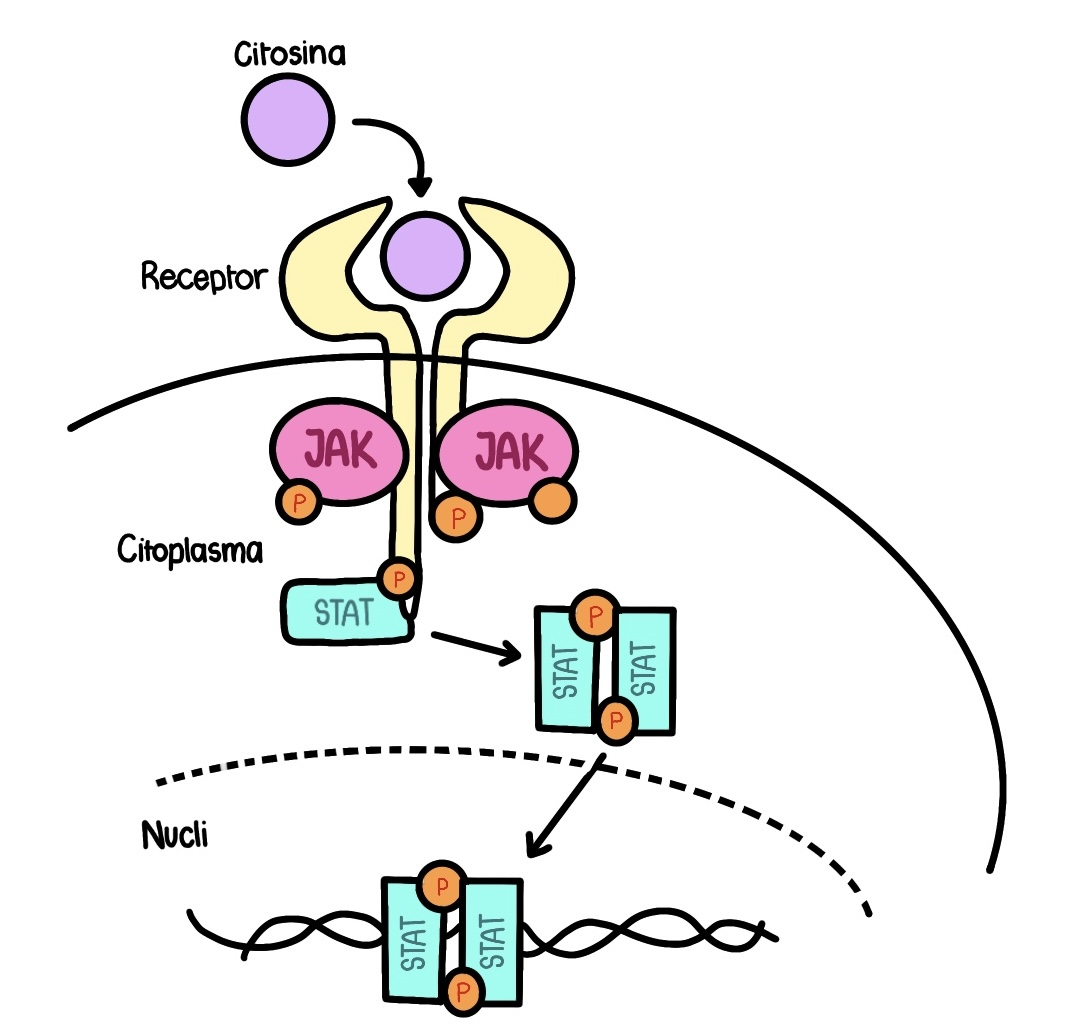
Vista general de la senyalització via JAK

Les Janus Quinasa (JAK) formen un subgrup de les quinases de tirosina proteica no receptores, que actuen intracel·lularment com transductores de senyal. Aquestes molècules juguen un paper essencial a la transducció de senyals citocines. JAKs reben senyals de més de 50 citoquines i factors de creixement que controlen processos cel·lulars essencials com la diferenciació/proliferació/hematopeiosi mieloide i limfoide, la embriogènesis, el desenvolupament del sistema inmunològic i la resposta proinflamatòria.

### Activació de Vies de Senyalització
Els JAKs són responsables d’activar factors de transcripció com STATs (Signal Transducers and Activators of Transcription). La funció principal de la via JAK-STAT és transferir senyals dels receptors a la membrana cel·lular, que poden classificar-se com receptors d‘interleucina (IL), receptores de interferó (IFN) o receptores de factors estimulants de colònies (CSFR), al nucli cel·lular.

La reacció inicial de la via de senyalització JAK-STAT es desencadena per la unió de lligats extracel·lular, com les citocines, als receptors de citoquines ases trans membrana de tipus I i II, el que causa la dimerització del receptor. L’excés dels JAK al receptor diméric, resulta a la autofosforilació dels JAK. Els JAK activats afegeixen grups fosfat als seus receptors, això permet als STAT reconèixer als receptors fosforilats i activar-se. Aquests STAT activats formen dímers i es transloquen al nucli cel·lular. Finalment, els STAT s'uneix a regions específiques d’ADN, causant la transcripció de gens objectiu.

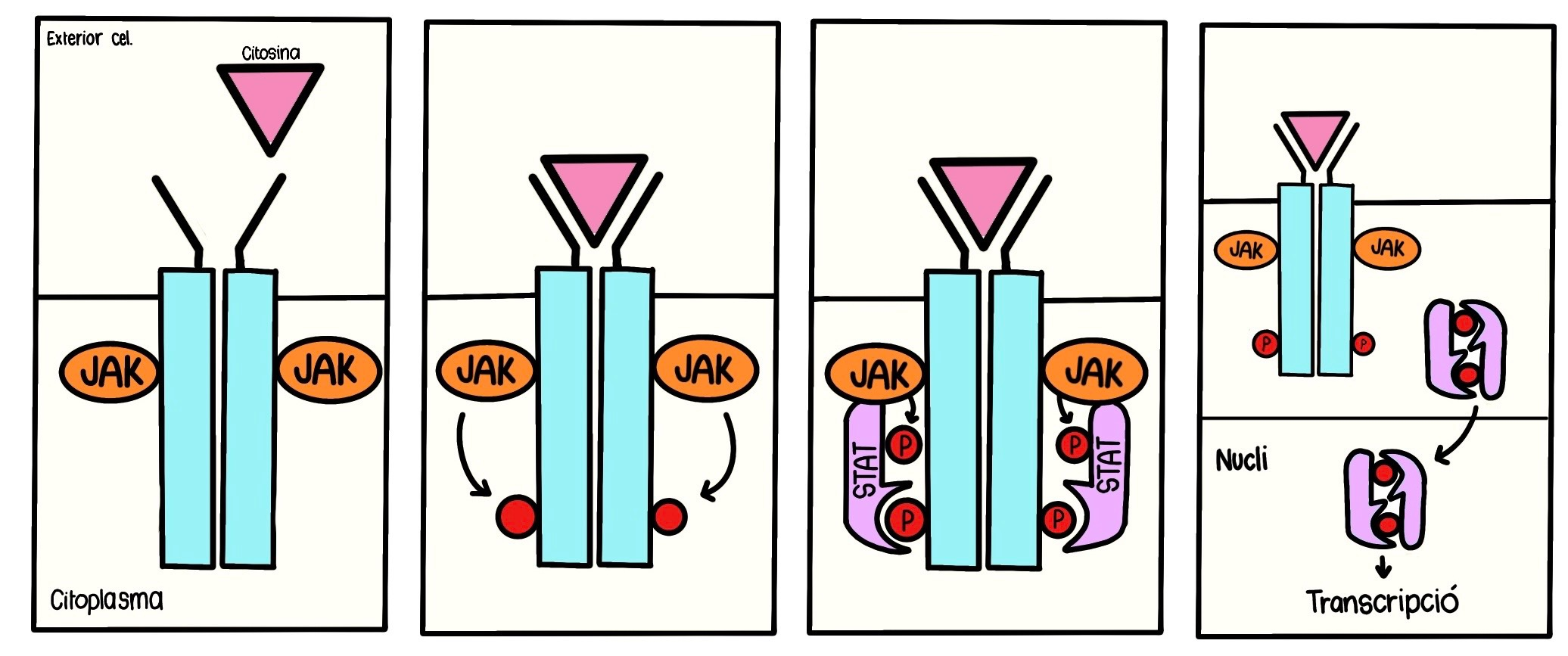
Funcionament de la via JAK-STAT

El sistema JAK-STAT consta de tres components principals: un receptor, que penetra la membrana cel·lular; Janus quinasa (JAK), que està unida al receptor, i; Transductor de Senyal i Activador de Transcripció (STAT), que transporta el senyal al nucli i a l’ADN.
Hi ha quatre principals subtipus de JAK als éssers humans: JAK1, JAK2, JAK3 i Tyk2 (Tyrosine Kinase 2). Tots els subtipus de la família JAK; JAK1, JAK2, JAK3, i Tyk2 (Tyrosine Kinase 2), s'expressen de forma única a mamífers, excepte JAK3 que s'expressa principalment al teixit limfoide i hematopoètic.
Encara que cadascun dels subtipus (JAK1, JAK2, JAK3, i Tyk2) té funcions específiques, també col·laboren entre si a diverses vies de senyalització. Depenent de la citocina i del context cel·lular, diferents JAKs poden actuar en conjunt per activar múltiples STATs (STAT-STAT1, STAT2, STAT3, STAT4, STAT5a, STAT5b, STAT61), la qual cosa permet una resposta més intensa i coordinada als senyals extracel·lulars.
A alguns casos, l’associació JAKs provoca mecanismes de regulació negativa a la senyalització, l’activació d’una JAK pot inhibir l’activitat de l'altre, contribuint a mantenir la homoeòstasi cel·lular i prevenir respostes immunitàries excessives.
Basat en tota aquesta evidència, podem afirmar que una disfunció de qualsevol d’aquestes quatre proteïnes cinases tenen conseqüències biològiques. És important destacar que les úniques deficiències viables de JAK en humans i ratolins es descriuen en TYK2 i JAK3, el que suggereix que l’eliminació de JAK1 o JAK2 pot ser incompatible amb la vida. Tanmateix, les mutacions a qualsevol dels quatre JAK estan relacionades amb una varietat de malalties humanes .
En general, l’expressió de JAK1 és compartida per molts tipus de cèl·lules, ja que s'associen amb un gran nombre de cadenes receptores de citocines. La JAK1 s'evidencià fonamental pel desenvolupament embrionari i està involucrada a moltes vies fisiològicament rellevants, inclosa la protecció contra infeccions i respostes antitumorals.Així, s'han identificat mutacions somàtiques en JAK1 a múltiples tipus tumorals, evidenciant el paper clau de les respostes intervingudes per JAK1 a la vigilància tumoral. A més, JAK1 intervenen en les respostes microbianes (IL-6, IFN, OSM) i en senyals homeostàtiques reguladores.
Igual que la JAK1, la deficiència de JAK2 és letal. Cal JAK2 per la transmissió de senyals del receptor de la eritropoteina [EPO], la trombopoetina [TPO], el factor estimulant de la colònia de granulòcits [G-CSF], l'hormona del creixement [GH] i la prolactina [PRL].Tots aquests són receptors homodimérics que depenen exclusivament de JAK2. Per tant, aquesta proteïna es considera crítica per regular la producció de cèl·lules sanguines a partir de les cèl·lules mare progenitors de la medul·la òssia. Mutació JAK2 s'associa amb neoplàsies mieloproliferatives (Policitèmia vera, Trombocitèmia essencial, Mielofibrosis primària).
La JAK3 va ser la quarta i últim membre de la família JAK en ser descoberta. Com també el subtipus Tyk2, s'ha reportat carència d’expressió de la proteïna JAK3 a individus sense resultar letal. JAK3 està implicat en la transducció de senyals per receptors de la cadena gamma comú (ɣc) i cal al costat amb la JAK1 ple la senyalització de receptores IL-2R. A diferència de la JAK1, que és activada per un gran grup de receptores de citocines, el paper de JAK3 és bastant restringit i regula principalment la maduració, supervivència, activació i diferenciació dels limfòcits. S'ha trobat que les mutacions de la quinasa de la família Janus JAK3 són responsables de la Inmunodeficiència Combinada Greu Autosòmica Recessiva (SCID - Síndrome de Glanzmann–Riniker) als humans. Es caracteritza per la falta de limfòcits T i NK (Natural Killer) perifèrics amb nombres conservadors de cèl·lules B, sent disfunció als per alteració a l’activació, la maduració i el canvi de classe d’anticossos.

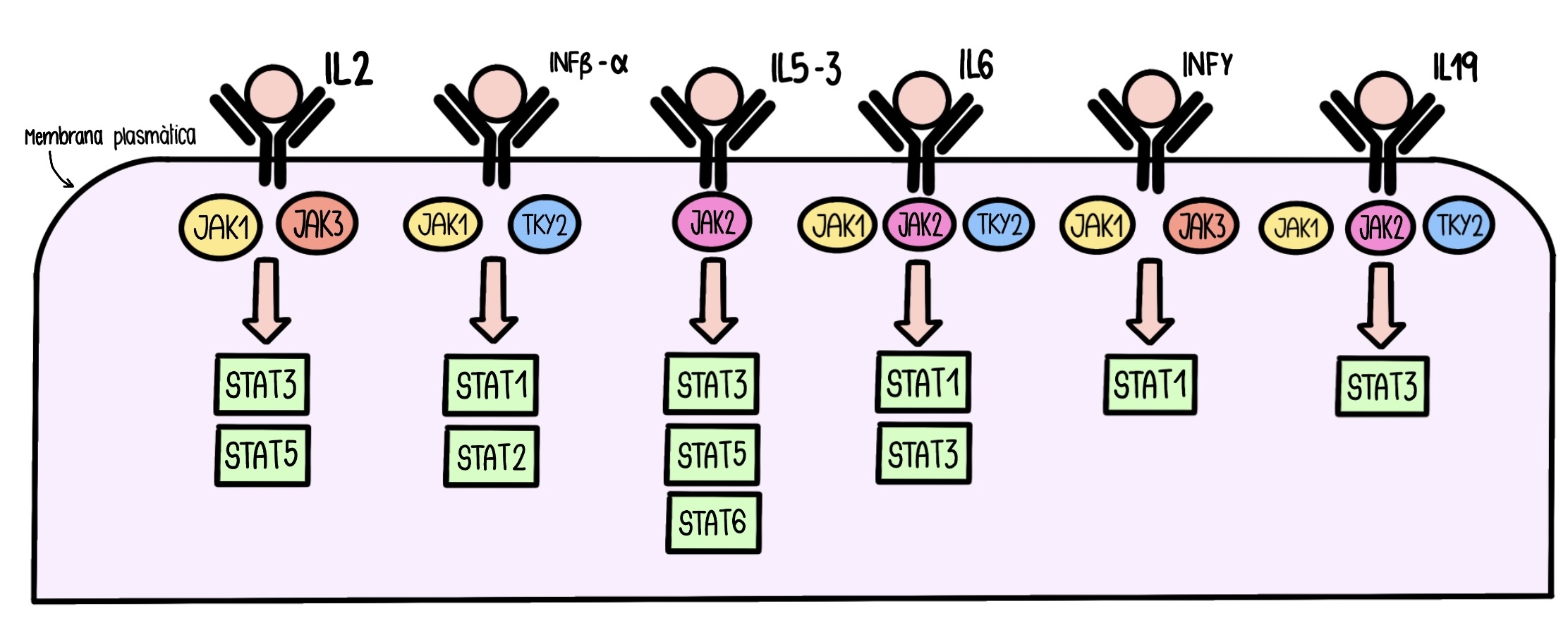
Diferents receptors de la via JAK-STAT

A més d’aquestes funcions estudiades a cèl·lules T i NK, JAK3 mitjà l’estimulació per IL-8 induït quimiòtasis a neutròfils i limfòcits. La JAK3 és generalment expressada a cèl·lules T i NK, però també es troba a cèl·lules de l’epiteli intestinal. La JAK3 interacciona amb la Vil·lina, proteïna d’unió a actina, per la reparació de citoesquelet i la reparació de lesions a la mucosa.
La Tyk2 és essencial per la senyalització de interferones tipus I (com IFN-α i IFN-β), a través d’activació STAT1, STAT2, i STAT3 que participen en la resposta antiviral i a la regulació immune. També està implicat a la senyalització d’interleucines, com IL-10 i IL-12, que són crucials per la diferenciació i activació de limfocits T. Les Tyk2 també tenen un paper clau a la regulació de processos inflamatòries, a través de la seva participació en la senyalització de diverses citoquinases proinflamatòries (com la IL-6 i IL-7). Les disfuncions a la senyalització de Tyk2 estan associades amb una sèrie de trastorns autoimmunitaris i malalties inflamatòries cròniques, com l'artritis reumatoide i la Malaltia de Crohn. A causa del seu paper a la inflamació i la resposta immune, la Tyk2 s'ha tornat un foc potencial per teràpies biològiques.

## Estructura
Les proteïnes JAK estan estretament relacionades amb les tirosines quinases intracel·lulars i tenen un pes molecular entre 120 i 140 kDa, caracteritzades per un extrem aminoterminal d’aproximadament 600 aminoàcids i dos dominis quinasa, de 250 residus aproximadament cada un.

### Dominis de les JAK
Les JAK són proteïnes grans amb dominis únics que es diferencien en set regions homòlogues anomenades dominis d'homologia Janus (JH), numerades del 1 al 7 des de l'extrem C – terminal a l'extrem N – terminal.
El primer domini JH1 és el domini cinasa important per l'activitat enzimàtica de la proteïna, és el domini que presenta activitat catalítica, i conté característiques típiques d'una tirosina-cinasa, com ara tirosines conservades necessàries per a l'activació de JAK (per exemple, Y1038/Y1039 a JAK1, Y1007/Y1008 a JAK2, Y980/Y981 a JAK3, i Y1054/Y1055 a Tyk2). La fosforilació d'aquestes tirosines duals condueix a canvis conformacionals de la proteïna JAK per facilitar la unió del substrat.

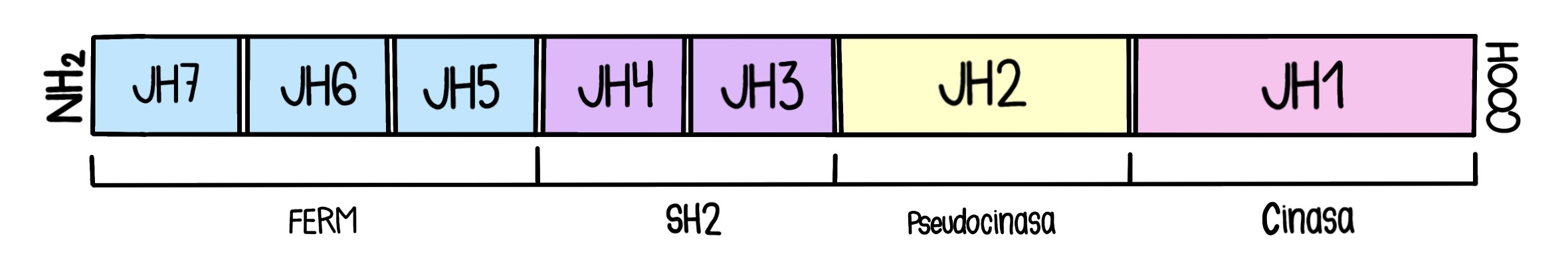
Estructura primària de la JAK

El domini JH2 és el consecutiu del JH1, un domini pseudoquinasa, un domini estructuralment semblant a una tirosina quinasa i essencial per a una activitat quinasa normal, però no té activitat enzimàtica. Tot i que aquest domini no té activitat catalítica, té una funció reguladora essencial, ja que pot estar implicat en la regulació de l'activitat de JH1, on les mutacions d'aquest poden afectar l'activitat de la cinasa. L'origen del JH2 es troba probablement en una duplicació del domini JH1 que va patir una mutació posterior a la duplicació.
A continuació, es troben els JH3 i JH4 que es troben en el domini d'homologia SH2, que recluta les proteïnes que interactuen i també facilita les associacions amb els receptors de citosines.
L'extrem amino terminal (-NH2) de les JAK (de la JH5 a la JH7) s'anomena domini FERM  (abreviatura de banda 4.1, ezrin, radixina i moesina) i media la interacció amb les subunitats del receptor de citosines o altres quinases. També es creu que aquest domini regula l'activitat catalítica de la JH1, ja que mutacions d'aquest domini poden afectar la funcionalitat de les JAK1. Aquest domini també es troba a la família de les cinases d'adhesió focal (FAK) i està implicat en l'associació de JAK amb receptors de citocines o altres quinases.
Els últims estudis fets recentment entre JAK1, JAK2 i TYK2 han demostrat com els dominis FERM i SH2 estan estretament associats per formar un únic mòdul d'unió al receptor.

### Ubicació a la cèl·lula
Els JAK es troben al citosol de la cèl·lula, prop de la membrana cel·lular. Després de l’estimulació del lligand, els receptors experimenten dimeritzacions, que apropen uns JAK a uns altres. Aquests JAK a través del seu domini N – terminal s'uneixen a una proteïna transmembrana, rica en prolina. Els JAK s'autofosforilen entre sí i posteriorment a residus de tirosina dins dels receptors. Aquests residus serveixen com a llocs d’acoblament per les proteïnes STAT, que s'uneixen mitjançant el domini SH2 de les JAK.

## Utilitats clíniques
Les JAK formen part de la via JAK/STAT, una via de senyalització que transmet senyals químics des de l’exterior de les cèl·lules cap al nucli cel·lular, en especial a cèl·lules immunitàries.
Les proteïes JAK formen part de diverses funcions del sistema immunitari tant innat com adaptatiu, mitjançant el seu paper en la transducció de senyals de citosones. Poc després del seu descobriment, es van establir diferents experiments. La primera evidència va ser la identificació amb pacients amb una immunodeficiència primària que estava relacionada amb la funcionalitat de JAK3. A més, les dades dels ratolins knock-out han estat crucials per esbrinar la contribució de cadascuna d'aquestes cinases als processos biològicament rellevants.
Problemes en aquesta via de senyalització, com una mutació a la proteïna JAK, pot reduir greument l’activitat del sistema immunitari, fins a arribar a causar malalties autoimmunes, leucèmia, malalties al·lèrgiques o càncer. És important destacar que la única deficiència incompatible amb els humans és la de JAK1 i JAK2, en canvi qualsevol mutació causa malalties.
Per a tractar les reaccions a un mal funcionament de les JAK, s'utilitzen inhibidors de les JAK, un tipus de fàrmacs aplicats en el tractament de la dermatitis atòpica i artritis reumatoide. Alguns exemples són el tofacinitib, el baricitinib, l’upadadacitinib i el vitiligen. Aquests fàrmacs, però, van ser majoritàriament desenvolupats sense tenir absolut coneixement sobre la proteïna, i el seu efecte no només efecta a JAKs mutades sinó que també a sanes, cosa que pot provocar un efecte negatiu en el conjunt del cos humà.